# Arxama atralis
Arxama atralis là một loài bướm đêm trong họ Crambidae.